# Малий Хриб
Малий Хриб (словен. Mali Hrib) — поселення в общині Камник, Осреднєсловенський регіон, Словенія. Висота над рівнем моря: 600 м.